# Kjell Ove Hauge
Kjell Ove Hauge (Sandane, 20 febbraio 1969) è un ex pesista e discobolo norvegese.
è un ex lanciatore di peso e disco norvegese. È diventato campione norvegese quattro volte nel lancio del peso, ma è noto soprattutto per aver confessato l'uso di steroidi anabolizzanti in relazione a un infortunio nel 1998.
Dopo la sua carriera sportiva, ha lavorato come insegnante di educazione fisica e ora è il preside della Kuben High School, la più grande scuola superiore di Oslo.

## Palmarès
| Anno | Manifestazione  | Sede   | Evento           | Risultato | Misura  | Note |
| ---- | --------------- | ------ | ---------------- | --------- | ------- | ---- |
| 1997 | Mondiali indoor | Parigi | Getto del peso   | 11º       | 19,42 m |      |
| 1997 | Mondiali        | Atene  | Getto del peso   | 25º       | 18,37 m |      |
| 1997 | Mondiali        | Atene  | Lancio del disco | 33º       | 57,00 m |      |